# 刘莲玉
刘莲玉（1960年2月—），湖南澧县人，女，汉族，中华人民共和国政治人物。1980年12月参加工作，1981年12月加入中国共产党。常德师范专科学校中文科中文专业毕业，湖南大学国际商学院工商管理硕士。曾任湖南省人大常委会副主任、党组书记。

## 生平
刘莲玉早年历任桃源县人民政府副县长、中共桃源县委宣传部部长，常德地区农机局副局长等职务。1988年11月至1992年7月任共青团常德市委书记，1992年7月至1995年1月任中共常德市武陵区委书记。1995年1月至2002年4月任共青团湖南省委书记。2002年4月至2007年4月任湖南省外事侨务办公室主任、党组书记。
2007年4月，转任中共怀化市委书记 。
2008年1月当选为湖南省人大常委会副主任，同年4月兼任湖南省总工会主席，同年10月17日，中国工会十五大在北京开幕，大会选举她出任主席团委员。其后更于2013年、2018年连任湖南省人大常委会副主任，直到2023年1月卸任。
2018年2月24日，刘氏当选为第十三届全国人大代表，任期5年。